# Goran Tufegdžić
Goran Tufegdžić (Požarevac, 15 de novembro de 1971) é um ex-futebolista e treinador sérvio. 

## Carreira
Foi treinador da Seleção Kuwaitiana de Futebol entre 2009 e 2013. Em 26 de julho de 2012 foi noticiado que Goran foi baleado por um vizinho em sua cidade natal.